# Варій Мирон Йосипович
Варій Мирон Йосипович (21 вересня 1959; с. Перекоси, нині Калуського району, Івано-Франківської області) — український психолог, доктор психологічних наук, колишній завідувач кафедри теоретичної та практичної психології, Інституту права та психології Національного університету «Львівська політехніка», звільнений у результаті корупційного скандалу.

## Біографія
Народився 21 вересня 1959 року на Івано-Франківщині.
У 1981 році закінчив Харківське вище військове авіаційне командне училище зв'язку (кваліфікація — інженер з експлуатації радіотехнічних засобів), у 1994 році — Гуманітарну академію Збройних Сил Російської Федерації (викладач психології).
У 1977—2005 перебував на військовій службі (полковник ЗС України).
6 березня 1998 року захистив докторську дисертацію на тему «Морально-психологічний стан військ та його оцінка» і 11 листопада 1998 року отримав науковий ступінь доктора психологічних наук (спеціальність — «Військова педагогіка та психологія»).

### Викладацька кар'єра
З 1995 року обіймав різні науково-педагогічні посади у Відділенні військової підготовки при НУ «Львівська політехніка».
У 1999 році отримав нагрудний знак Відмінник освіти України.
20 червня 2002 року рішенням Атестаційної колегії Міністерства освіти і науки України присвоєно вчене звання «професор».
У 2002—2004 роках — декан психологічно-педагогічного факультету Університету «Львівський Ставропіґіон».
У 2005—2006 роках — завідувач кафедри психології та педагогіки Львівського юридичного інституту Міністерства внутрішніх справ.
У 2006—2012 роках — начальник кафедри психології правоохоронної діяльності, декан факультету психології Львівського державного університету внутрішніх справ.
У 2012—2014 роках — професор кафедри практичної психології та педагогіки гуманітарного факультету Львівського державного університету безпеки життєдіяльності.
З 2014 по 2019 був завідувачем кафедри теоретичної та практичної психології, Інституту права та психології Національного університету «Львівська політехніка».

### Корупційний скандал та звільнення
Наприкінці серпня 2019 року поліція затримала на хабарі Мирона Варія, який вимагав шість тисяч гривень від студента за позитивну здачу сесії та захист практики. Правоохоронці повідомили, що йдеться не про один випадок, а про викриту схему отримання хабарів від студентів. 19 листопада 2019 року Галицький районний суд Львова визнав винним, оштрафував на 25,5 тис. грн. та заборонив обіймати посади на 1,5 року. Як повідомив НУ «Львівська політехніка», Мирона Варія звільнили з посади.

## Науковий доробок
Автор більше ніж 180 наукових і методичних праць, серед яких п'ять монографій, вісім підручників, 28 навчальних посібників. Досліджує морально-психологічний стан військових у мирний і воєнний час; психологію соціальних груп, їх соціальну психіку; засоби психологічного впливу на маси та окремі індивідууми.

## Публікації
1. Варій М. Й. Психологія особистості: Навч. пос.  К.: Центр учбової літератури", 2008. — 592 с. (Гриф МОН України).
2. Варій М. Й. (Myron Warij). Професійна підготовка психолога органів внутрішніх справ до діяльності у надзвичайних умовах (Przygotowanie zawodowe psychologa organŏw spraw wewnętrznych do działań w warunkach nadzwyczajnych) // Polsko-Ukraińska wymiana doświadczeń w zakresie przygotowania psychologŏw policyinych do zabezpieczenia zdarzeń nadzwyczajnych (Польсько-український обмін досвідом у сфері підготовки психологів поліції/міліції щодо попередження надзвичайних подій): Materiały poseminaryjne nie są poddawane przez Wydawcę redakcji merytorycznej. Podlegają opracowaniu technicznemu. — WSPol. Szczytno, 2008. — С.14-27.
3. Варій М. Й. Загальна психологія: підр. [для студ. вищ. навч. закл.] / М. Й. Варій  [3-тє вид.].  К.: Центр навчальної літератури, 2009. — 1007 с. (Гриф МОН України).
4. Варій М. Й., Ортинський В. Л. Основи психології і педагогіки: навч. пос. [для студ. вищ. навч. закл.] / М. Й. Варій, В. Л. Ортинський  [2-ге вид.].  К.: Центр навчальної літератури, 2009. — 376 с. (Гриф МОН України).
5. Варій М. Й. Психологія: навч. пос. [для студ. вищ. навч. закл.] / М. Й. Варій  [2-ге вид.].  К.: Центр навчальної літератури, 2009. — 288 с. (Гриф МОН України).
6. Варій М. Й. Загальна психологія: Підручник / Для студ. психол. і педагог. спеціальностей. — 4-е видан., випр. і доп. — Т.1. — К.: «Знання», 2013. — 608 с. (Гриф надано Міністерством освіти і науки, молоді та спорту України (Лист № 1/11-14384 від 12.09.2012).
7. Варій М. Й. Загальна психологія: підручник / М. Й. Варій; Львів. держ.ун-т безпеки життєдіяльності. − 4-те вид., виправл.і доповн. — К. : Знання, 2014. − 1047 с. (Гриф надано Міністерством освіти і науки, молоді та спорту України (Лист № 1/11-14384 від 12.09.2012).